# Narmacil II
En el Universo Imaginario de Tolkien y en la obra El Señor de los Anillos, Narmacil II fue el vigésimo noveno Rey de Gondor. Nació en Minas Tirith en el año 1684 de la Tercera Edad del Sol y es hijo de Telumehtar Umbardacil. Su nombre es quenya y puede traducirse como «Espada del Sol».

## Historia
Narmacil II asumió el trono tras la muerte de su padre, en el año 1850 T. E.. 
Su reinado fue corto pero problemático para la historia de Gondor, pues en el año 1851 T. E. comenzaron los ataques de los Aurigas que ocuparon los territorios Orientales del Reino. También los Nazgûl se instalaron, en secreto en Minas Ithil aprovechando el descuido de las fronteras de Mordor.
Muere en el año 1856 T. E. en la Batalla de los Llanos, precisamente a manos de los Aurigas. Es sucedido por su hijo Calimehtar